# Дворец искусств (Будапешт)
Дворец искусств в Будапеште (венг. Művészetek Palotája, Müpa) — учреждение культуры в венгерской столице Будапеште, открытое в марте 2005 года; здание, построенное по проекту архитектурного бюро «Zoboki, Demeter und Co.», предлагает пространство для трех направлений искусства — музыки, изобразительных искусств и театра; выставочные залы, концертный зал на 1699 мест и театр, хотя и находятся в одном здании, организационно независимы друг от друга; выставочные пространства используются для временных экспозиций самой разнообразной тематики: от классического до современного искусства (см. Музей Людвига). Дворец искусств является первым в Венгрии примером государственно-частное партнёрство при сооружении объекта культуры.

## История и описание
Дворец искусств в Будапеште (MÜPA Budapest) содержит в себе пространство для трех направлений искусства: музыки, изобразительного искусства и театра; его выставочная галерея, концертный зал и театральная площадка являются отдельными учреждениями — они функционируют независимо друг от друга. Само здание расположено на берегу Дуная — на стороне Пешта — рядом с мостом Ладьманьош; оно было построено в ранее заброшенном районе. Общая площадь помещений составляет 64 000 квадратных метров, из которых более 10 000 занимает Национальный театр. После трехлетнего периода строительства, Дворец искусств был торжественно открыт 14 марта 2005 года.
Для внешнего вида дворца характерны прямые линии, отсутствие ярких декоративных элементов и «мощный» стеклянный фасад; просторные многофункциональные внутренние залы предполагают возможность их простой модернизации под требования конкретных мероприятий — в частности, для демонстрации произведений искусства. При строительстве использовались преимущественно натуральные материалы; сам проект здания был в основном выполнен архитектором Габором Зобоки из бюро «Zoboki, Demeter and Co. Architects» (Zoboki, Demeter és Társaik Építésziroda). В 2006 году Дворец искусств получил премию «FIABCI Prix d’Excellence» — как удачный пример современной архитектуры, в категории «масштабное общественное здание».
Здание состоит из трёх основных крыльев: центральную часть занимает «Национальный концертный зал» (Bartók Béla Nemzeti Hangversenyterem; основная сцена Национального филармонического оркестра Венгрии), в восточном крыле находится «Фестивальный театр» (Fesztivál Színház), а западное крыло отдано под выставочные залы и лекторий музея Людвига. Три по сути отдельных корпуса соединены общим стеклянным фасадом.
«Музей современного искусства Людвига» (Ludwig Kortárs Művészeti Múzeum) расположен в корпусе ближе к Дунаю: его первый этаж является пространством для временных выставок, второй этаж отдан под презентации и дополнительные мероприятия, а постоянную экспозицию можно увидеть на третьем этаже. Кроме того, для посетителей музея предусмотрены и дополнительные интерактивные выставочные залы, медиа-пространства, библиотека и специальные детские учреждения.
Дворец искусств является первым в Венгрии культурным сооружением, возведённым в рамках специального частно-государственного партнерства. Договор между правительством Виктора Орбана и группой «TriGránit Group», принадлежащей крупному венгерскому предпринимателю Шандору Демьяну, был заключен в декабре 2001 года — и окончательно подписан в марте 2002. План состоял в том, что частная компания предоставит сумму в 31,2 миллиардов форинтов, которые правительство должно было выплатить — с процентами — в течение 10 лет (частично, в форме лизинга). В 2005 году сумма была увеличена до 97,9 миллиардов форинтов, а срок выплат был увеличен до 30 лет — для сокращения ежегодных платежей. Государственная аудиторская комиссия установила в 2007 году, что первые правительственные планы не имели должного финансового обоснования — не проводились ни исследования рынка, ни анализ затрат.